# Aleksandr Kutuzov
Aleksandr Viktorovitj Kutuzov, ryska: ryska: Александр Викторович Кутузов, född 23 november 1985 i Kalinin, Sovjetunionen, är en rysk före detta ishockeyspelare som senast spelade för Chimik Voskresensk i Vyssjaja chokkejnaja liga, VHL. Kutuzov började sin karriär i THK Tver när han fick spela med dem i ryska andraligan 2002. Laget fick 2004 namnet HK MVD som från säsongen 2005/2006 spelade i Ryska superligan. 
År 2008 flyttade Kutuzov till Neftechimik Nizjnekamsk i den nystartade Kontinental Hockey League (KHL), men efter några få matcher bytte han klubb till Sibir Novosibirsk i samma liga. I Sibir blev han kvar till 2014, med ett kort avbrott med spel HK Dynamo Moskva fyra matcher säsongen 2011/2012. Kutuzov fortsatte spela i KHL för klubbarna CSKA Moskva (2015–2017), Lokomotiv Jaroslavl (2017–2018) och Spartak Moskva (2019/2020). Sista säsongen spelade han även några matcher för Chimik Voskresensk i Vyssjaja chokkejnaja liga, VHL. Kutuzov blev 2014 uttagen att representera Ryssland i ishockey-VM med vilka han tog VM-guld.